# Villenauxe-la-Grande
Villenauxe-la-Grande je naselje in občina v severnem francoskem departmaju Aube regije Šampanja-Ardeni. Leta 1999 je naselje imelo 2.666 prebivalcev.

## Geografija
Kraj leži v pokrajini Šampanji v bližini meje z regijo Île-de-France, 78 km severozahodno od središča departmaja Troyesa.

## Uprava
Villenauxe-la-Grande je sedež istoimenskega kantona, v katerega so poleg njegove vključene še občine Barbuise, Montpothier, Périgny-la-Rose, Plessis-Barbuise, La Saulsotte in La Villeneuve-au-Châtelot s 4.125 prebivalci.
Kanton Villenauxe-la-Grande je sestavni del okrožja Nogent-sur-Seine.

## Zanimivosti
- cerkev sv. Petra in Pavla, od leta 1840 na seznamu francoskih zgodovinskih spomenikov;

## Pobratena mesta
- Flonheim (Porenje - Pfalška, Nemčija);